# Гусятник волосистий
Гусятник волосистий (Eragrostis pilosa) — однорічна рослина родини тонконогових. Антропохорний вид.
Стебло висхідне. Листки сидячі, тонкі, видовжені, цілокраї з паралельним жилкуванням, загострені. Суцвіття — волоть, яке складається з численних складних колосків. Колоски багатоквіткові, ланцетні, або довгасто-лінійні, стиснуті з боків. Колоскові лучки кілюваті, коротші за квіткові. Нижня квіткова лука без остюка. Язичок з волосків. Нижні гілки волоті зібрані на головній осі пучками по 3-7. Нижні гілки волоті мають довгі волосинки.
Насіння дрібне, до 0,3 мм у діаметрі.
Зустрічаються в містах, селах, на зрубах лісів після суцільних рубок, у лісових культурах молодшого віку, лісових розсадниках, узбіччях автомобільних доріг, по залізничних шляхах на пісках і скелях, на полях і засмічених місцях.
Досить часто в степу, рідше в Лісостепу і на Закарпатті.